# (2408) Astapovich
(2408) Astapovitch, désignation internationale (2408) Astapovich, est un astéroïde de la ceinture principale.

## Description
(2408) Astapovitch est un astéroïde de la ceinture principale. Il fut découvert le 31 août 1978 à Naoutchnyï par Nikolaï Tchernykh. Il présente une orbite caractérisée par un demi-grand axe de 2,64 UA, une excentricité de 0,24 et une inclinaison de 17,7° par rapport à l'écliptique.

## Compléments